# Pice

Pysa / Sansibar 1881

Pice [ˈpaɪ̯s] oder Pysa war eine britisch-ostindische Bronzemünze und Geldrechnungsstufe.
Das Pice lief auch in Ostafrika und hieß Pesa.
Ein Pice war 1/64 der Rupie und 1/4 des Anna oder das Dreifache des Pie = etwa 2,1 Pfennig der Mark.